# Незири, Боян
Бо́ян Нези́ри (серб. Бојан Незири / Bojan Neziri; 26 февраля 1982, Шабац, СФРЮ) — сербский футболист, защитник.

## Биография

### Клубная карьера
Его отец, дядя и брат занимались футболом. Они играли во Второй лиге Сербии. Сначала Боян играл нападающим. На позицию защитника его поставил тренер «Войводины», куда он перешёл в 18-летнем возрасте. У него были предложения из зарубежных клубов — московское «Динамо», болгарский «Литекс», югославский «Земун». Но в итоге оказался в донецком «Металлурге». Последним клубом, у которого «Металлург» увёл буквально из под носа молодого таланта, был гранд сербского футбола — «Црвена Звезда». «Шахтёром» арендован в августе 2003 года на полгода. За «Шахтёр» сыграл 3 матча в Кубке Украины. В 2005 был арендован на год «Вольфсбургом». В 2007 он перешёл в клуб «Брюссель» где отыграл сезон, затем играл за «Дьёр» и «Инджия».

### Карьера в сборной
Играл на молодёжном Чемпионате Европы до 21 года, который проходил в Германии почти одновременно с Чемпионатом Европы 2004. За сборную дебютировал на небольшом товарищеском турнире в Японии. Он длился всего шесть дней, и по итогам проведённых матчей команда заняла второе место. Также участвовал на Олимпиаде 2004 года, где провёл все три провальных игры в группе против Туниса, Австралии и Аргентины.